# 3-МХПД
3-МХПД, сокр. от 3-монохлорпропан-1,2-диол или 3-хлорпропан-1,2-диол — органическое соединение, которое является канцерогеном и с большой долей вероятности оказывает генотоксическое воздействие на организм человека, негативно влияет на фертильную функцию у мужчин и является химическим побочным продуктом, который может образовываться в еде, наиболее часто встречающийся элемент химических загрязнителей, известных как хлорпропанолы.
Он образуется в пищевых продуктах путем гидролиза белка и добавления соляной кислоты при высокой температуре для ускорения распада белков на аминокислоты. В этих условиях хлорид может вступать в реакцию с глицериновой основой липидов для получения 3-МХПД. 3-МХПД может также возникать в пищевых продуктах, которые контактировали с материалами, содержащими влагопрочные смолы на основе эпихлоргидрина, которые используются при производстве некоторых чайных пакетиков и колбасных оболочек. Он был обнаружен в некоторых соусах Восточной и Юго-Восточной Азии, таких как устричный соус, соус Хойсин и соевый соус. Использование соляной кислоты вместо традиционной медленной ферментации гораздо дешевле и быстрее, но неизбежно приводит к созданию хлорпропанолов. В докладе Европейского агентства по безопасности продуктов питания 2013 года в качестве основных источников 3-МХПД указаны маргарин, растительные масла (за исключением масла грецкого ореха), консервированное мясо, хлеб и мелкие хлебобулочные изделия.
3-МХПД также можно найти во многих бумажных изделиях, обработанных полиамидоамино-эпихлоргидриновыми влажно-прочностными смолами.

## Абсорбция и токсичность
3-МХПД является канцерогенным в отношении грызунов, воздействуя через предполагаемый негенотоксический механизм (негенотоксический канцероген). Он способен преодолевать барьер кровотока и гематоэнцефалический барьер. Перорально ЛД50 3-хлор-1,2-пропандиола у крыс составляет 152 мг/кг массы тела.
3-МХПД также негативно влияет на мужскую фертильность и может использоваться как химический стерилизатор для крыс.

## Законодательные ограничения
Организация по стандартизации пищевых продуктов Австралии и Новой Зеландии (FSANZ) внесла ограничения на использование 3-МХПД в соевом соусе на уровне 0,02 мг/кг в соответствии со стандартами Европейской комиссии, которые вступили в силу в ЕС в апреле 2002 года.

## История
В 2000 году Министерство сельского хозяйства, рыболовства и продовольствия, Министерство здравоохранения Великобритании/Департамент здоровья и безопасности продуктов и Группа по разработке стандартов совместно провели исследование соевых соусов и аналогичных продуктов, доступных в Великобритании, где сообщалось о том, что более половины образцов, взятых в розничных магазинах, содержали различные уровни 3-МХПД.
В 2001 году Агентство по пищевым стандартам Соединенного Королевства (Food Standards Agency) обнаружило, что 22 % проб различных устричных и соевых соусов содержали 3-МХПД в количествах, значительно превышающих те, которые Европейский Союз считает безопасными. Около двух третей этих образцов также содержали второй хлоропропанол, так называемый 1,3-дихлорпропан-2-ол (1,3-ДХП), который, согласно экспертам, не должен присутствовать в пищевых продуктах ни на одной стадии производства. Оба химических вещества могут вызывать рак, поэтому Агентство рекомендовало убрать с полок данные продукты и избегать их употребления.
В 2001 году FSA и Организация по стандартизации продуктов Австралии и Новой Зеландии (FSANZ) выделили ряд брендов и продуктов, импортируемых из Таиланда, Китая, Гонконга и Тайваня, содержащие 3-МХПД. Аналогичных список соусов Великобритании содержит следующие бренды: Golden Mountain, King Imperial, Pearl River Bridge, Golden Mark, Kimlan (金蘭), Golden Swan, Sinsin, Tung Chun, и Wanjasham. Соевый соус Knorr также попал в список наряду с Uni-President Enterprises Corporation (統一企業公司) creamy soy sauce (Тайвань), соевый соус Silver Swan (Филиппины), соевый соус Ta Tun (Тайвань), soy bean sauce (Тайвань), Tau Vi Yeu seasoning sauce и Soya bean sauce (Вьетнам), Zu Miao Fo Shan soy superior sauce и Mushroom soy sauce (Китай), а также соус Golden Mountain и маринад Lee Kum Kee chicken marinade.
В Китае в 2002—2004 годах был обнаружен относительно высокий уровень 3-МХПД и других хлорпропанолов в соевом соусе и других пищевых продуктах.
В 2007 токсический уровень 3-МХПД в продуктах был обнаружен во Вьетнаме. В 2004 году Городской институт гигиены и здравоохранения (City Institute of Hygiene and Public Health) обнаружил, что из 41 образца соусов 33 содержали дозы 3-МХПД, превышающие норму, а также 6 образцов, где норма содержания 3-МХПД превышала допустимую в 11 000 и 18 000 рвз. Газета Thanh Nien Daily прокомментировала: «Агентства здравоохранения осведомлены о том, что вьетнамский соевый соус, второй по популярности в стране после рыбного соуса, полон раковых агентов, по меньшей мере, с 2001 года». В марте 2008 года в Австралии «канцерогены» были обнаружены в соевом соусе, вследствие чего австралийцам рекомендовалось избегать его употребления.
В ноябре 2008 года Британское агентство по стандартизации пищевых продуктов назвало перечень продуктов, в которых уровень 3-МХПД превышал безопасные пределы, среди них оказались: нарезной хлеб, крекеры, бургеры из говядины и сыр. Относительно высокий уровень химиката был обнаружен в таких популярных брендах, как Mother’s Pride, Jacobs crackers, John West, Kraft Dairylea и McVitie’s Krackawheat. В ходе того же исследования был обнаружен высокий уровень 3-МХПД в ассортименте собственных брендов супермаркетов Tesco char-grilled beefburgers, Sainsbury’s Hot 'n Spicy Chicken Drumsticks, и бисквитах Asda.
Самое высокое содержание 3-МХПД в продуктах, не имеющих отношения к соусам, было обнаружено в крекерах — 134 мкг /кг. В соевом соусе максимальное содержание 3-МХПД составило 93 000 мкг /кг, что в 700 раз превышает норму.
Законодательное регулирование максимально допустимого уровня 3-МХПД вступит в силу в следующем году и составит 20 мкг/кг, однако суточная норма составляет 129 мкг на 60 кг веса на человека в день.
В 2016 году 3-МХПД было обнаружено в отдельных бумажных продуктах, поступивших на рынки Канады и Германии (фильтры для кофе, чайные пакетики, одноразовые стаканчики для кофе, бумажная упаковка для молока, бумажные полотенца). Также была исследована передача 3-МХПД из этих продуктов в напитки.
Воздействие 3-МХПД из упаковочного материала, вероятно, будет составлять лишь небольшой процент общего воздействия на продукт по сравнению с потреблением переработанных масел/жиров, содержащих эквивалент 3-МХПД (в виде эфиров жирных кислот), которые часто присутствуют на уровнях около 0,2—2 мкг/г.